# Tilo Klette
Tilo Klette (* 16. Dezember 1977 in Dresden) ist ein in Deutschland geborener ehemaliger Basketballspieler, der mittlerweile die österreichische Staatsbürgerschaft besitzt. Nach dem Karrierebeginn in seinem Heimatland, wo er zuletzt 2003 für die Telekom Baskets Bonn in der höchsten Spielklasse Basketball-Bundesliga spielte, wechselte Klette nach Österreich und später nach Japan. Mit dem WBC Wels wurde Klette 2009 österreichischer Meister.

## Karriere
Klette kam mit seinen Eltern 1989 in die Bundesrepublik Deutschland. Die Familie ließ sich in Niedersachsen nieder. Dort spielte Klette zunächst hauptsächlich Fußball und schaffte es als Torwart in die niedersächsische Jugendauswahl. Erst mit 16 Jahren begann Klette leistungsmäßig Basketball und kam über den Verein TG Münden in seinem Wohnort Hannoversch Münden zur BG 74 Göttingen. Dort absolvierte er bereits zwei Jahre später erste Einsätze in der Herrenmannschaft in der 2. Basketball-Bundesliga Gruppe Nord. Im Jahr 2000 wechselte er eine Spielklasse höher zu Brandt Hagen in die Basketball-Bundesliga. Hier kam er in der Bundesliga-Saison 2000/01 auf Einsatzzeiten von mehr als zehn Minuten pro Spiel. Die Hagener Mannschaft, die nach der Verpflichtung des ehemaligen Leverkusener Meistertrainers Dirk Bauermann Ambitionen auf vordere Plätze hatte, enttäuschte jedoch insgesamt und konnte erst in der Qualifikationsrunde den Klassenerhalt sicherstellen. Anschließend wurde Klette vom Vizemeister Telekom Baskets Bonn verpflichtet. Seine Leistungen stagnierten hier jedoch und er wurde deutlich weniger eingesetzt. Nachdem er in der Bundesliga-Saison 2002/03 nur in 13 Spielen mit durchschnittlich weniger als sechs Minuten Einsatzzeit pro Spiel eingesetzt worden war, verließ er im Anschluss Deutschland.
Für die Spielzeit 2003/04 bekam Klette einen Vertrag in der österreichischen Basketball-Bundesliga (ÖBL) beim WBC aus Wels, der zuvor in die höchste Spielklasse zurückgekehrt war. Hier avancierte er in den folgenden beiden Spielzeiten zum besten Korbschützen der Mannschaft. Nach zwei Spielzeiten wechselte er 2005 zu den Kapfenberg Bulls, die von 2001 bis 2004 viermal hintereinander österreichischer Meister geworden waren. In der Play-off-Halbfinalserie um die Meisterschaft 2006 verlor man jedoch gegen seinen ehemaligen Verein aus Wels. Danach zog es Klette nach Japan, wo er für die Panasonic Superkangeroos spielte. Nach seiner ersten erfolgreichen Saison mit Panasonic ging er anschließend nach Puerto Rico und spielte dort zwei Monate für die Mannschaft Indios de Mayaguez.
Zur Saison 2007/08 kehrte er nach Japan zurück und spielte für die Panasonic Trains. Auch diese Saison war erfolgreich. Er behauptete sich erneut als einziger Europäer in der JBL und beendete dieses Spieljahr unter den fünf besten Korbschützen der Liga. Dann kehrte er nach Wels in Österreich zurück und beendete dort die Saison, konnte jedoch nicht verhindern, dass man bereits in der ersten Play-off-Runde um die Meisterschaft gegen Titelverteidiger Allianz Swans Gmunden ausschied. In der folgenden Spielzeit 2008/09 gelang dann jedoch der „Coup“, als man in der Halbfinal- und der Finalserie nacheinander die beiden Meister der Vorjahre, die Fürstenfeld Panthers sowie die Swans Gmunden, besiegte und die erste Meisterschaft für den Welser Verein erreichte. Klette empfahl seinen Mannschaftskameraden Brandon Thomas anschließend zu seinem ehemaligen Verein aus Göttingen, wo mit dem befreundeten John Patrick ein Trainer arbeitete, der wie Klette zuvor ebenfalls in Göttingen und Japan tätig gewesen war.
Nachdem Wels seine erste Meisterschaft seit 50 Jahren gewonnen hatte, vertrat der WBC Wels die österreichischen Farben im internationalen Wettbewerb. In der Qualifikation zum EuroCup besiegte man den hochkarätigen Gegner Besiktas Istanbul in heimischer Halle auch dank eines gut spielenden Klette. Nach dem Auslauf seines Dreijahresvertrags wurde das Arbeitspapier nicht erneuert und den nunmehr 33-Jährigen zog es abermals nach Japan.
Bei Levanga Hokkaido wurde Klette im Spieljahr 2011/12 vom deutschen Trainer Torsten Loibl betreut, die Mannschaft verpasste ihre erste Teilnahme an der Meisterrunde nur knapp. Klette gehörte auch in dieser Spielzeit wieder zu einem der effektivsten Spieler der Liga.
Aufgrund der guten Leistungen verpflichtet ihn Levanga Hokkaido für eine weitere Saison. 2013 ging Klette zum WBC Raiffeisen Wels zurück, mit 35 Jahren unterschrieb er einen Zweijahresvertrag. Dank seiner Hilfe gelang es dem Verein, seit fünf Jahren das erste Mal wieder das Halbfinale der ÖBL zu erreichen. In der Sommerpause 2015 wurde Klette, der mittlerweile die österreichische Staatsbürgerschaft angenommen hatte, vom Bundesliga-Konkurrenten Swans Gmunden unter Vertrag genommen. Vor dem Spieljahr 2019/20 kehrte er 41-jährig nach Wels zurück, wo er als Spieler und Mitglied des Trainerstabes tätig wurde.
Im August 2020 gab Klette das Ende seiner Spielerlaufbahn bekannt. Er blieb als Athletiktrainer in Wels tätig.

## Privates
Klette ist mit seiner Langzeitlebensgefährtin Judith verheiratet. Sie haben eine gemeinsame Tochter, einen gemeinsamen Sohn, sein ältester Sohn stammt aus einer früheren Beziehung.